# Alvaradoa
Genre
Classification APG III (2009)
Alvaradoa est un genre de la famille des Simaroubaceae selon la classification classique de Cronquist (1981), ou des Picramniaceae selon la classification APG III.

## Liste d'espèces
- Alvaradoa amorphoides Liebm.